# Сосны (Минск)

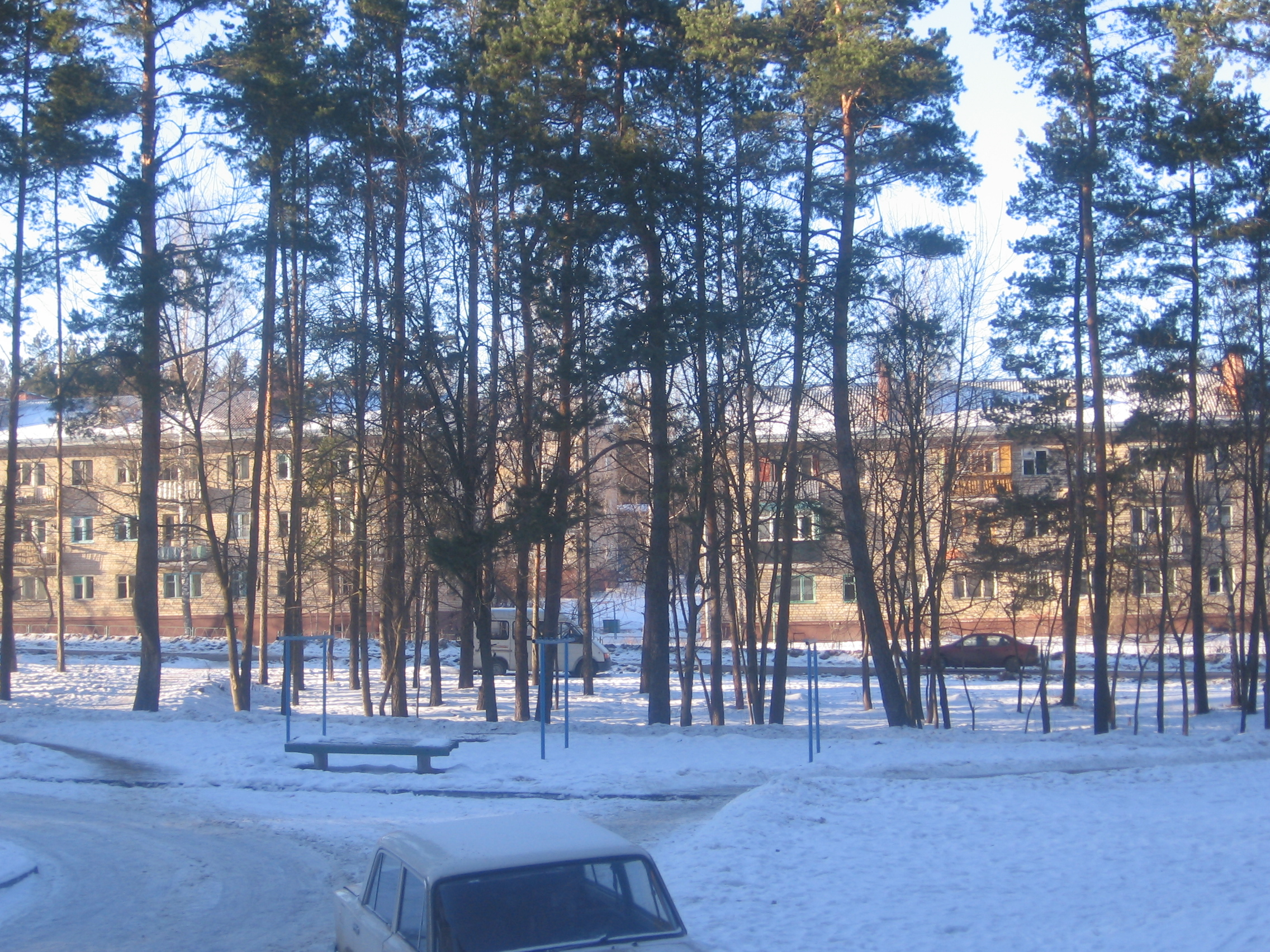
Сосны — дома 1960-х годов

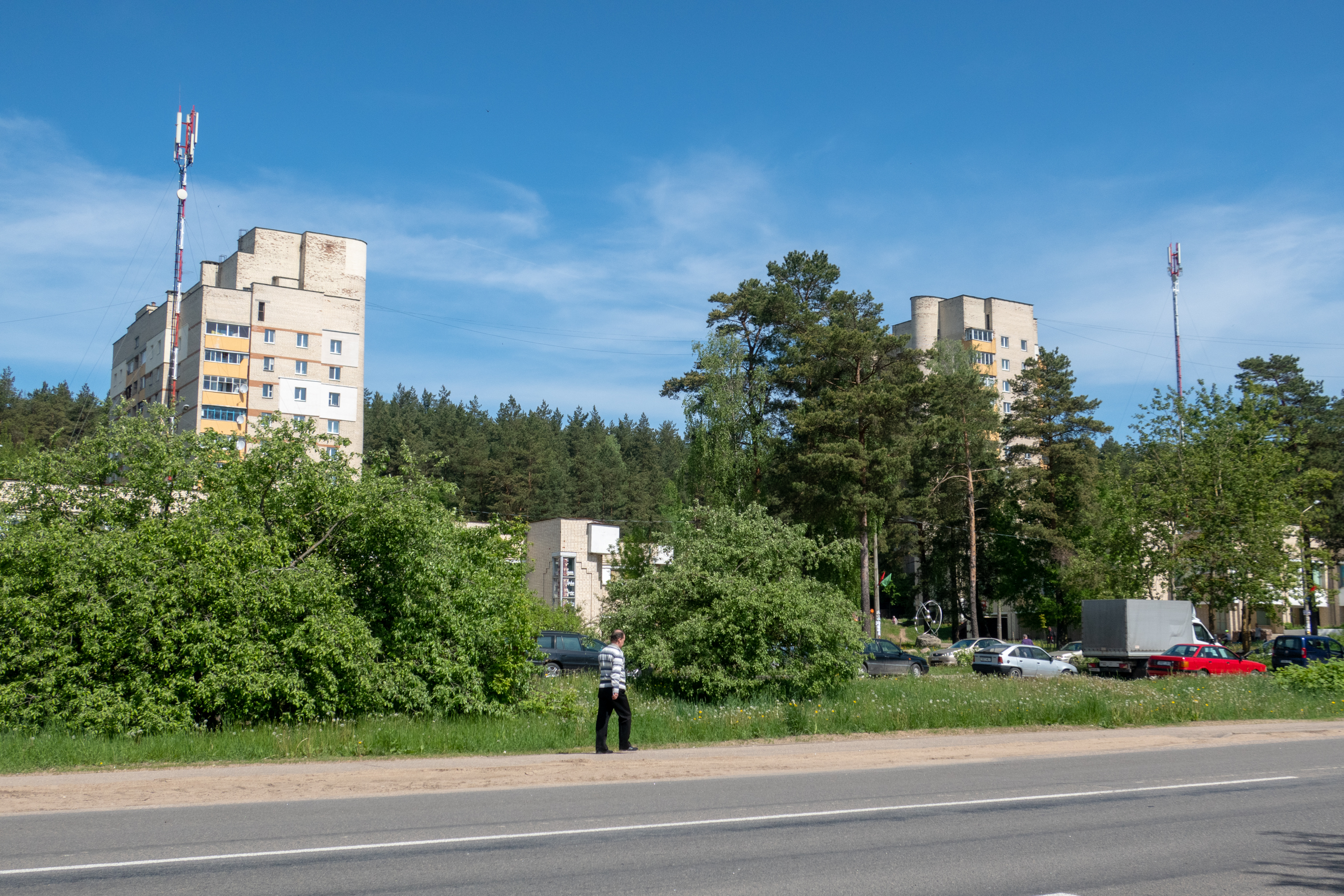
Многоэтажные жилые дома в Соснах

Сосны — посёлок на юго-востоке Минска. Прописка к городу  Минску с 1961 года. Включён в состав города на основании указа Президента от 10 ноября 1997 года в Заводской район Минска.
Входит в пятую экономико-планировочную зону Минска

## История
Ранее поселок Сосны был засекречен, здесь разрабатывалась первая передвижная атомная электростанция в СССР.

## Транспортная система
Улицы:
- Павловского
- Академика

Автобусы
1. 110 — АС Автозаводская — Сосны;( ДО Обеда)
2. 110а — АС Автозаводская — Сосны;(После Обеда)
3. 160 — АС Автозаводская — Институт Сосны;( ДО Обеда)
4. 160а — АС Автозаводская — Институт Сосны;( После Обеда)
5. 161 — АС Автозаводская — Полигон Тростенецкий — Сосны;( ДО Обеда В Выходные Дни)
6. 161а — АС Автозаводская — Сосны — Полигон Тростенецкий;(После Обеда)
7. 161с — АС Автозаводская — Аква Трайпл — Полигон Тростенецкий;(3 раза в день по будням)
8. 168 — АС Автозаводская — АкваТрайпл — Сосны;( ДО Обеда В Будние дни)
9. 168а — АС Автозаводская — Сосны — АкваТрайпл;(После Обеда)
10. 199с — ДС Шабаны — Сосны; (по Будням)

## Организации
- НИИ «Реактор»
- Общежитие № 1
- воинские части 31802, 2007
- АЗС № 16 (376 км)[5]